# Bahnhof Bondorf (b Herrenberg)
Der Bahnhof Bondorf (b Herrenberg) liegt an der Bahnstrecke Stuttgart–Horb und wird mindestens im Stundentakt bedient, mit zahlreichen Verstärkerverbindungen in den Hauptverkehrszeiten. Der Bahnhof liegt einige 100 Meter westlich der Ortsmitte und wird täglich von etwa 2300 Personen genutzt (Stand: 2016).

## Geschichte
Am 8. Januar 1974 ging im Bahnhof ein Relaisstellwerk (Bauform Sp Dr L30) in Betrieb. Mit Elektrifizierung der Strecke Böblingen–Horb zum 29. September 1974 wurde auch der Bahnhof Bondorf partiell in den elektrischen Stuttgarter Vorortverkehr eingebunden.

### Verworfene Projekte
2011 hatte sich die Stadt Nagold um eine Direktverbindung in die baden-württembergische Landeshauptstadt Stuttgart bemüht. Nachdem die Planungen für eine Verlängerung der Linie S6 der S-Bahn Stuttgart nach Nagold verworfen wurden, wurde nach einer weiteren Lösung gesucht. Es wurde die Verlängerung der Linie S1 in Betracht gezogen, die momentan in Herrenberg endet. Da eine Neubaustrecke parallel zur B 28 (Ulm–Kehl) mit nur zwei Haltepunkten als zu teuer galt, wurde eine Linienführung über die Bahnstrecke Eutingen im Gäu–Schiltach und die Nagoldtalbahn geprüft. Diese führt auch über Bondorf. Die Gemeinde würde laut Gutachter von dieser neuen Verbindung sehr profitieren. Am Schluss wurde das Projekt wegen der zu langen Fahrzeit gegenüber der bereits bestehenden Bus-Verbindung Herrenberg–Nagold verworfen – allerdings hält dieser nicht in Bondorf.

### Sanierung des Bahnhofs

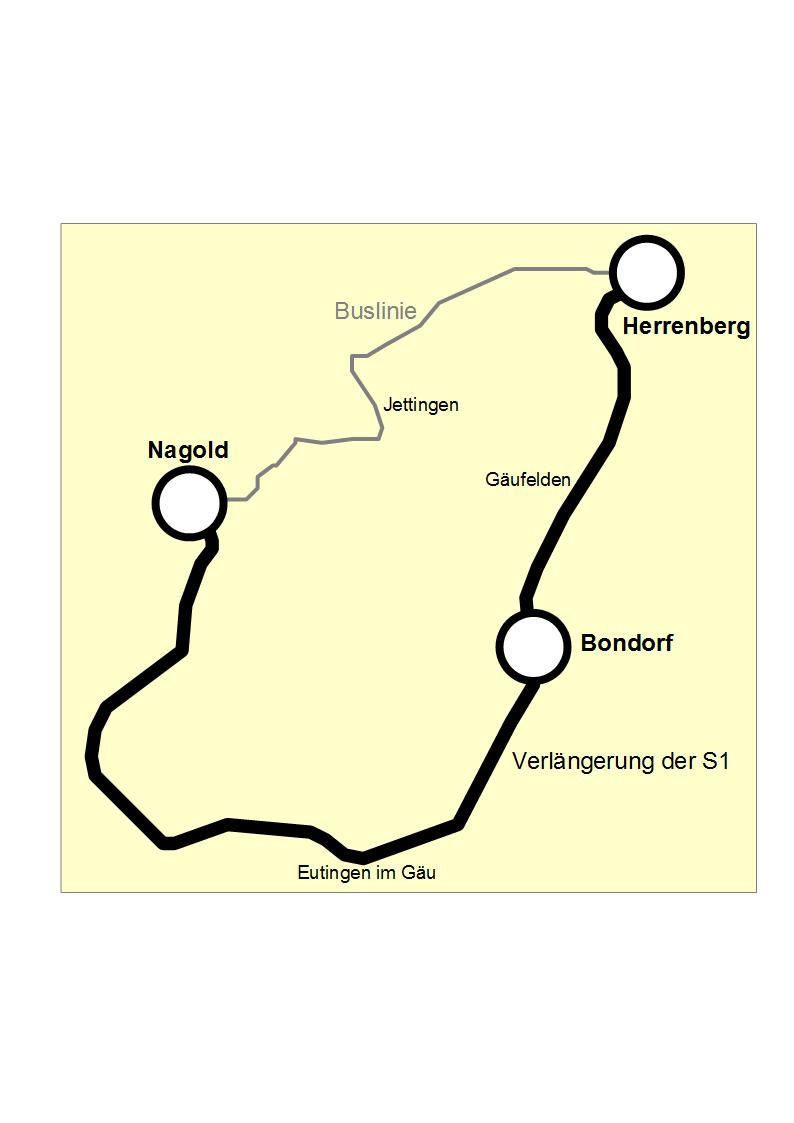
Geplanter Linienverlauf der Verlängerung der S1 von Herrenberg über Bondorf nach Nagold mit der schnelleren Buslinie zwischen den beiden Städten

Da der sanierungsbedürftige Bahnhof dringend für den zukünftigen Fernverkehr saniert werden musste, wurden hierfür insgesamt 9 Millionen Euro von der Deutschen Bahn bereitgestellt. Dabei wurde das Gleis 3 ein Stück nach Westen verschoben, um die Bahnsteige der Gleise 2 und 3 zu verbreitern und eine Überführung zu erstellen. Da aber ein Anwohner durch die Bauarbeiten zusätzlichen Lärm befürchtete, protestierte er. Auch die von der Deutschen Bahn angebotenen Lärmschutzfenster lehnte er ab. Nun wurde diskutiert, ob die Schallschutzwände verlängert werden sollen. Dafür wurde ein Planfeststellungsverfahren mit Anhörung der betroffenen Bürger in Gang gebracht, dies verursachte jedoch Mehrkosten in Höhe einer sechsstelligen Summe. Das Ziel, den Bahnhof bis zur Inbetriebnahme der neuen IC-Leistung mit Halt in Bondorf zu sanieren, wurde nicht eingehalten.
Am 4. April 2017 wurde mit dem Umbau begonnen. Der Haus- und der Mittelbahnsteig wurden auf einer Länge von jeweils 210 m neu gebaut. Der Mittelbahnsteig wurde auf 76 cm erhöht, um einen Einstieg zum Intercity zu ermöglichen. Die Arbeiten sollten im Herbst 2018 abgeschlossen werden. Im Mai 2019 wurde der renovierte Bahnhof feierlich eröffnet.
Im Sommer 2021 werden im Bahnhof Weichen erneuert.

## Anlagen
Vor dem Bahnhof befindet sich ein zweistöckiger, im Jahr 2011 eröffneter Park&Ride-Parkplatz mit 261 Stellplätzen, zwei überdachte Fahrradstellplätze, eine Bushaltestelle für Busse nach Nagold (Linie 778) und Rottenburg (Linie 7627) sowie ein Sammelpunkt für Ruf-Taxen.

### Bahnsteige und Gleise
Der Zugang zu den Bahnsteigen der Gleise 2 und 3 erfolgte bis etwa Anfang 2018 über Schranken, welche drei Minuten vor der Einfahrt und kurz nach der Abfahrt des Zuges von einem Schrankenwärter bedient wurden. Das war nötig, weil die schmalen Bahnsteige keine Über- und Unterführung zuließen. Nach der abgeschlossenen Sanierung des Mittelbahnsteiges im Frühjahr 2018 ist dieser nun über einen Aufzug barrierefrei erreichbar.

#### Bahnsteiginformationen
| Bahnsteig | Bahnsteiglänge | Bahnsteighöhe | Barrierefreiheit             |
| --------- | -------------- | ------------- | ---------------------------- |
| Gleis 1   | 210 m          | 55 cm         | Hausbahnsteig                |
| Gleis 2   | 210 m          | 76 cm         | über einen Aufzug erreichbar |
| Gleis 3   | 210 m          | 76 cm         | über einen Aufzug erreichbar |

### Empfangsgebäude
Im Erdgeschoss des Empfangsgebäudes befindet sich eine Wartehalle mit einem Automat und einer öffentlichen Toilette. Im ersten und zweiten Stock werden Mietwohnungen bereitgestellt.
2006 hatte die Gemeinde das Empfangsgebäude von der Bahn erworben.

## Verkehr

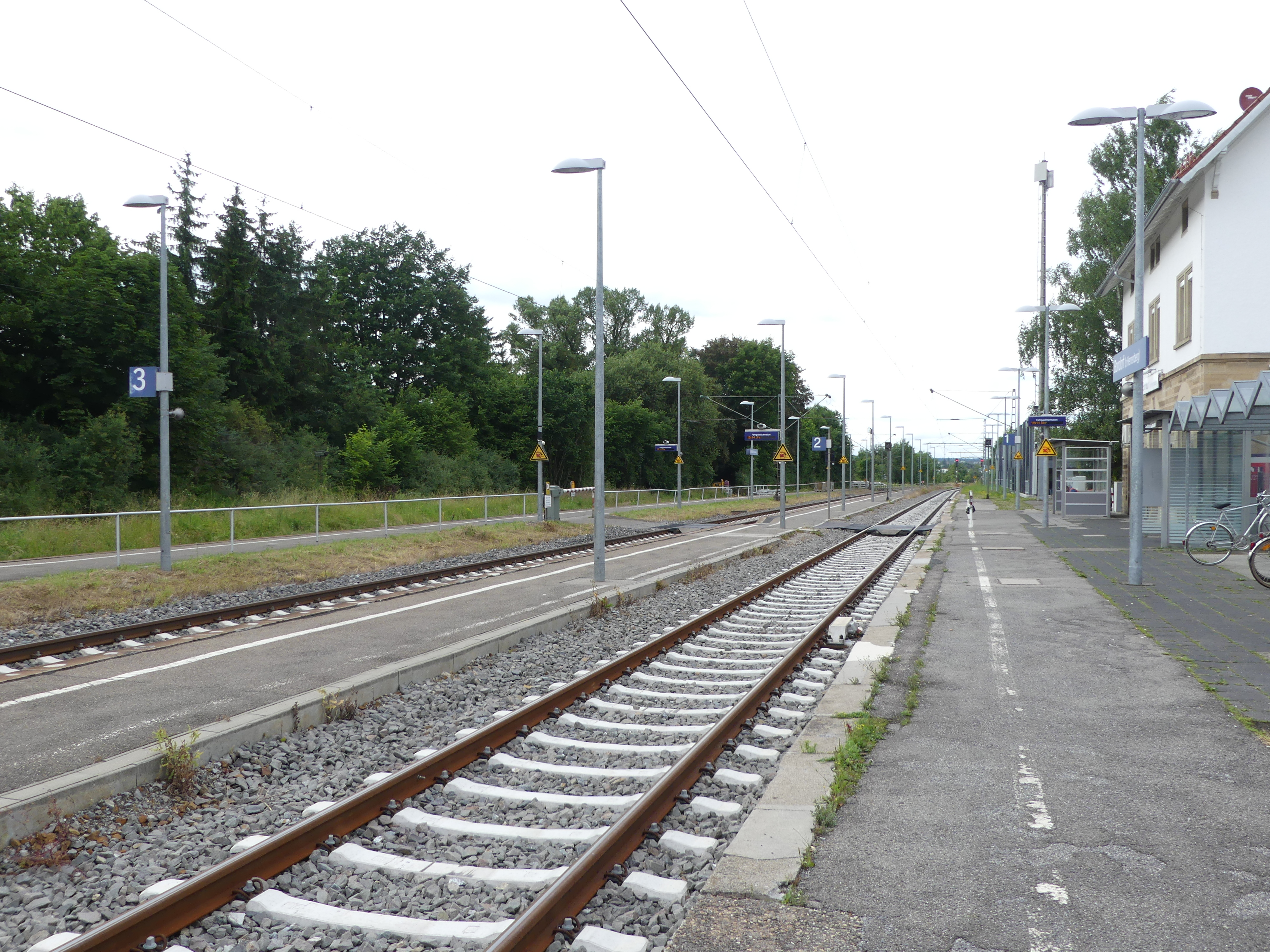
Blick auf die Gleisanlagen (2016)

Der Bahnhof liegt im Tarifgebiet des Verkehrs- und Tarifverbundes Stuttgart (VVS).
Gleis 1 ist der hier endenden und beginnenden Stadtbahnlinie S8, den vereinzelten Regionalbahnen nach Herrenberg und durchfahrenden Zügen zugeordnet. Auf Gleis 2 halten die Regional- und Fernzüge nach Stuttgart Hbf. Gleis 3 dient den Regional- und Fernzügen nach Horb, Rottweil, Freudenstadt und Singen. Dabei ist jedes Gleis meistens ein Mal in der Stunde belegt.

### Bedeutung in der Region
Viele Berufspendler aus den Kreisen Tübingen und Freudenstadt, die in Richtung Stuttgart wollen, fahren mit dem PKW an den Bahnhof Bondorf, da das Zusteigen in die Regionalzüge von Bondorf aus günstiger ist als aus den Nachbargemeinden. Deshalb liegt die Fahrgastfrequenz des Bahnhofs weit höher, als dies die rund 5.800 Einwohner der Gemeinde allein erwarten lassen.

### Fernverkehr
| Strecke | Strecke | Taktfrequenz                       |
| ------- | --- | ---------------------------------- |
| IC 87   | Stuttgart – Böblingen – Herrenberg – Bondorf (b Herrenberg) – Horb – Tuttlingen – Singen – (Schaffhausen – Zürich) | Zweistundentakt, siehe IC-Linie 87 |

### Regionalverkehr und S-Bahn
| Strecke                  | Strecke | Taktfrequenz |
| RE 4                     | Stuttgart – Böblingen – Herrenberg – Bondorf (b Herrenberg) – Eutingen im Gäu – Horb – Rottweil – Tuttlingen – Singen (Hohentwiel)                                                                                | einzelne Züge |
| RE 14a                   | Stuttgart – Böblingen – Herrenberg – Bondorf (b Herrenberg) – Eutingen im Gäu – Horb – Rottweil | Zweistundentakt (wird zwischen Stuttgart und Eutingen mit der Regional-Express-Linie Stuttgart–Freudenstadt als gemeinsamer Zug geführt) |
| RE 14b                   | Stuttgart – Böblingen – Herrenberg – Bondorf (b Herrenberg) – Eutingen im Gäu – Freudenstadt | Zweistundentakt (wird zwischen Stuttgart und Eutingen mit der Regional-Express-Linie Stuttgart–Rottweil als gemeinsamer Zug geführt)     |
| RB 14a                   | (Stuttgart – Böblingen –) Herrenberg – Bondorf (b Herrenberg) – Eutingen im Gäu – (Horb) | stündlich, mit Lücken |
| S 8                      | Karlsruhe Tullastraße/Alter Schlachthof – Karlsruhe Marktplatz – Karlsruhe Bahnhofsvorplatz – Durmersheim – Rastatt – Forbach (Schwarzw) – Freudenstadt – Eutingen im Gäu – Bondorf (b Herrenberg) (– Herrenberg) | Zweistundentakt |
| Stand: 15. Dezember 2024 | | |

### Busverkehr
Am Bondorfer Bahnhof besteht Anschluss an die Regionalbuslinien 553, 778 und 7627.

## Zukunftsplanung

### Nahverkehr und Metropolexpress
Das Land Baden-Württemberg schrieb eine Metropolexpress-Linie Stuttgart–Horb aus, welche seit Dezember 2017 in einer Vorstufe betrieben wird. Von Bondorf gibt es von Montag bis Samstag durchgehend halbstündliche Verbindungen nach Stuttgart und Horb.
Zusammen mit dem Fernverkehr ist mit Inbetriebnahme von Stuttgart 21 das erklärte Ziel, dass auf der Bahnstrecke Stuttgart–Horb zwei Metropolexpress- und ein InterCity-Zug pro Stunde in jede Richtung verkehren. Bis dahin verkehren die Metropolexpress-Züge nicht im angegebenen Zeitabstand, stattdessen werden die InterCity-Züge der Bahnstrecke Stuttgart–Horb teilweise in Bondorf halten und somit für eine dichte Taktung sorgen. Die Züge können bis mindestens 2025 dabei mit allen Nahverkehrsfahrscheinen, auch Monats- und Studententickets, genutzt werden.
Seit Dezember 2017 gibt es neben neuen Abendverbindungen zur Taktverdichtung auch eine neue tägliche Spätverbindung von Stuttgart nach Rottweil. Darüber hinaus verkehren in Wochenendnächten und vor Feiertagen nachts durchgehend Anschlusszüge an die Linie S1 der S-Bahn Stuttgart zwischen Herrenberg und Horb.